# Психологія музичних уподобань
Під психологією музичних уподобань маються на увазі «психологічні чинники, які визначають різні музичні уподобання». Більшість людей у тому чи іншому вигляді слухають музику щодня, і музика впливає на людей різними способами, починаючи з управління емоціями і до когнітивного розвитку. Музика також забезпечує можливість самовираження. Є підстави припускати, що музична освіта дещо інтелектуально розвиває людину, а ось зв'язок із емоційним регулюванням не був установлений. Численні дослідження, які в основному використовували модель Великої П'ятірки, показують, що риси характеру впливають на музичні уподобання. Ці дослідження не обмежувалися західною культурою, бо значні результати виявили також в інших країнах світу, зокрема в Японії, Німеччині, й Іспанії.

## Відкритість досвіду
З усіх рис характеру, відкритість досвіду, як показали дослідження, найбільш ефективна на жанрових перевагах. Люди, з високим показником відкритості досвіду, здебільшого надають перевагу більш складній і різноманітній музиці, наприклад класичній, джазу, еклектиці. Однією з граней відкритості досвіду є естетичність, тому дослідники зазвичай припускають, наявність високої позитивної кореляції між відкритістю та перевагою складної музики. Люди, із високими показниками відкритості, також зазвичай високо оцінюють власні розумові здібності. Це могло б також пояснити, чому ця група людей любить складну класичну музику та джаз.
Одне з досліджень, по вивченню впливу рис характеру на емоції, які викликає музика, підсумовує, що з усіх рис великої п'ятірки, відкритість досвіду найбільше передбачає сильні емоційні реакції на сумну та повільну музику. Найчастіші емоції, викликані сумною музикою — це ностальгія, умиротворення і захоплення. Відкритість досвіду позитивно корелювала з цими емоціями. Однак, інше дослідження, яке вивчало здатність музики викликати гусячу шкіру у слухача, непов'язана з відкритістю до досвіду та здатністю відчувати мурашки від прослуховування музики. Єдиними параметрами, які здатні передбачити мурашки, були частота прослуховування музики людиною і оцінка важливості музики у своєму житті. В іншому дослідженні вивчалося, як саме відкритість досвіду в поєднанні з частотою прослуховування музики пов'язані між собою та який вони мають вплив на музичні уподобання. Під час прослуховування уривків із класичної музики, люди, з високим показником відкритості до нового досвіду, швидше позбавлялися задоволення від музики під час повторних прослуховувань, порівняно з людьми, у яких низькі показники відкритості. Другій категорії, навпаки, музика подобалася більше із повторними прослуховуваннями. Звідси можна припустити, що новизна у музиці — це важлива якість людей, які відкриті новому досвіду.
В одному з досліджень людям дали заповнювати психологічний тест двічі: до і після прослуховування класичної музики (при цьому вони або читали текст або ні). Музика як зі словами, так і без, вплинула на оцінку своїх психологічних якостей, найбільше на відкритість досвіду, що значно збільшилася. У цьому дослідженні не риси характеру впливають на музику, яку люди вважають за краще, а прослухана музика впливає на сприйняття людьми рис власного характеру.

## Екстраверсія
Екстраверсія — інший гарний показник жанрових уподобань у музиці. Вона також передбачає, спосіб використання музики людьми. Люди, з високим показником екстравертності, зазвичай воліють слухати щасливу «соціальну» музику, як, наприклад, поп, хіп-хоп, реп, та електронну музику. Крім того, екстраверти слухають музику частіше за інтровертів, і частіше вмикають її на фоні. Одне з досліджень, яке порівнювало інтровертів та екстравертів, щоб дізнатися, хто з цих груп більше відволікатиметься на фонову музику (зі словами та без). Передбачалося, що оскільки екстраверти частіше включають фонову музику, вони будуть здатні відфільтрувати її краще, але це виявилось незалежним чинником. Обидві групи однаково сильно відволікалися на музику зі словами.
Інше дослідження, яке вивчало вчителів музики та музичних терапевтів, припускало, що люди, які вивчають музику, виявляться більш екстравертними. Дослідження показало, що вчителі музики справді в середньому екстравертніші. Музичні терапевти теж були в середньому більш екстравертними за пересічну людину, але набагато менше за вчителів музики.

## Доброзичливість
Хоча доброзичливість мало впливає жанрові переваги, вона добре передбачає інтенсивність музичних емоцій, як позитивних, і негативних. Люди з високим показником доброзичливості, зазвичай сильно емоційніше сприймають музику.

## Нейротизм
Нейротизм погано передбачає жанрові переваги, але він може передбачити, як саме люди використовують музику. Люди з високим нейротизмом часто використовують її для емоційного регулювання, і що, можливо, пов'язане з попереднім, вони сильно емоційніше почуваються від сумної музики.